# 东姑阿兹兰
东姑阿兹兰（1949年7月21日—），马来西亚政治人物，为巫统党员。他曾于1995年马来西亚大选至2004年代表国民阵线当选为彭亨而连突的国会议员。在第四任首相马哈迪·莫哈末执政下曾担任马来西亚首相署副部长。他也是彭亨苏丹阿末沙的儿子。